# Tolna (distrikt)
Tolna är ett distrikt i Ungern. Det ligger i provinsen Tolna, i den sydvästra delen av landet, 120 km söder om huvudstaden Budapest.